# Charles Hathaway
Charles Walter Hathaway (St Pancras (Londen), september 1864 - Coventry, juli 1915) was een Brits ontwerper en constructeur van Triumph-fietsen en motorfietsen. 

## Persoonlijk leven
Charles Hathaway trouwde in 1894 met zijn vrouw Kate. Zij kregen vijf kinderen: Grace, Sidney, Vera, Lawrence en Marjorie. Zijn zoon Sidney zou ook bij Triumph gaan werken, maar hij sneuvelde in januari 1916 als vliegende verkenner bij het 11 Squadron aan de Somme, vijf maanden na de dood van zijn vader. 

## Triumph
Charles Hathaway ging in 1890 in Coventry voor Siegfried Bettmann en Mauritz Johann Schulte werken. Zij waren toen nog maar net begonnen met de productie van hun eigen fietsen onder de merknaam "Triumph". Toen ze in 1902 begonnen met de productie van motorfietsen, gebruikten ze daar inbouwmotoren van Minerva, JAP en Fafnir voor, maar in 1905 verschenen er twee modellen met eigen, door Charles Hathaway ontworpen motoren, het 300cc-2½ HP Model met kop/zijklepmotor en het 363cc-3 HP Model met zijklepmotor. 

### Triumph 3½ HP-serie
In 1907 verscheen zijn 500cc-Triumph 3½ HP-serie, waarmee Jack Marshall en Frank Hulbert tweede en derde werden in de Single Cylinder TT van 1907 en waarmee Marshall de Single Cylinder TT van 1908 zelfs wist te winnen. Dit waren motorfietsen waarbij het rijwielgedeelte en het motorblok uit dezelfde fabriek kwamen. Concurrent Matchless gebruikte nog motorblokken van JAP. 
In 1911 legde Harry Long met een 3½ HP Model 40,037 mijl (64,433 kilometer) af in 44 weken. Ivan Hart-Davies zette het End to End-record (1425 km van Land's End, het meest Zuidwestelijke puntje van Engeland naar John o' Groats, het meest Noordoostelijke puntje van Schotland) af in 20 uur en 12 minuten. Albert Catt reed in mei 1911 met een free engine model 2557 mijl (4115 km) in zes dagen. 
Voor sportieve rijders bouwde Hathaway de Triumph TT Roadster, die in 1909 op de markt kwam. 

### Triumph 4 HP-serie
Daarna bouwde de hij zwaardere 550cc-Triumph 4 HP-serie, die vooral geschikt was als zijspantrekker, maar die nog geleverd werd zonder versnellingen, hoewel klanten wel een free engine hub als koppeling en een Sturmey-Archer-drieversnellingsnaaf in het achterwiel konden bestellen. 

### Triumph Model LW
In 1914 verscheen het Triumph Model LW, Triumph's eerste tweetaktmodel, een 225cc-motortje voor woon-werkverkeer. 

### Triumph Model H
Het Triumph Model H was het meesterstuk van Charles Hathaway. Hij voegde aan dit model een Sturmey-Archer-drieversnellingsbak toe. De 4 HP-modellen en het Model H kregen de bijnaam "Trusty Triumph" (betrouwbare Triumph). Het Model H verscheen in 1915 en het War Office koos de machine als strijdros voor de motorordonnansen tijdens de Eerste Wereldoorlog en ook geallieerde legers kochten het model. Zo overleefde Triumph met 30.000 exemplaren niet alleen de oorlog, maar na de oorlog werd de productie weer opgestart door ex-militaire motorfietsen op te knappen en aan civiele klanten te verkopen. 

## Overlijden
Charles Hathaway overleed in juli 1915 door complicaties na een operatie. 

## Erfenis
Hathaway's Model H werd na de oorlog weer in productie genomen en verdween pas in 1924. Zijn motorfietsen hadden nog riemaandrijving omdat kettingen nog niet sterk genoeg waren om de klappen van de motor te weerstaan. In 1920 werd dat opgelost door een veer in de koppeling te monteren die als transmissiedemper werkte. Zo ontstond het Triumph Model SD. Dat was in feite een Model H, waarbij de letters SD stonden voor "Spring Drive". Dit model bleef tot 1927 in productie. Het Model LW bleef tot 1925 in productie.

## Afbeeldingen

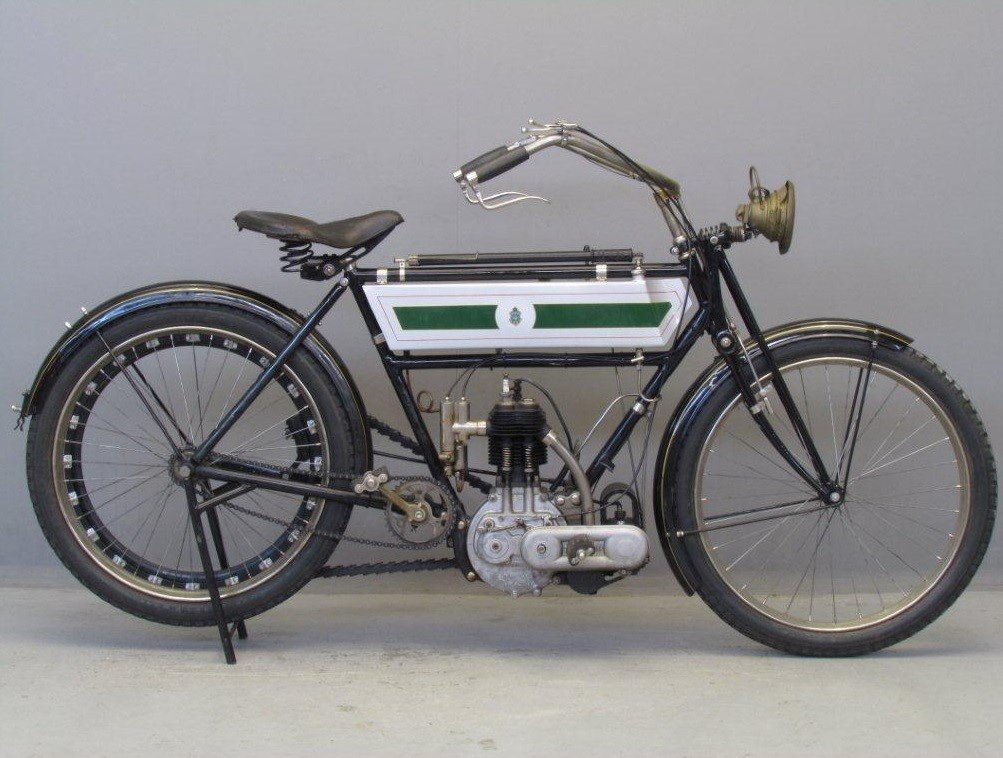
Triumph 3½ HP Model uit 1907
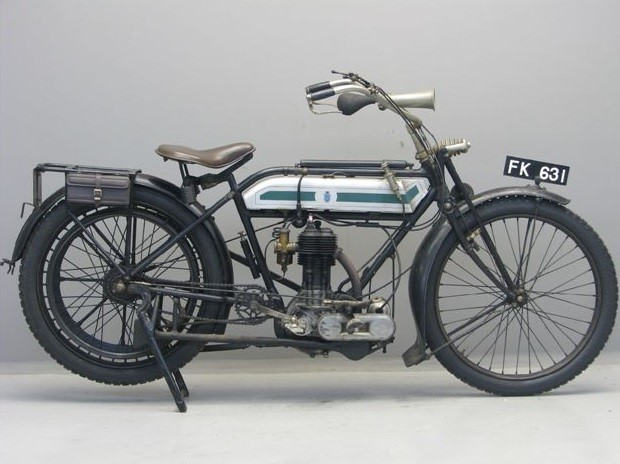
Het Triumph 4 HP Model kon worden geleverd met free engine hub en drieversnellingsnaaf
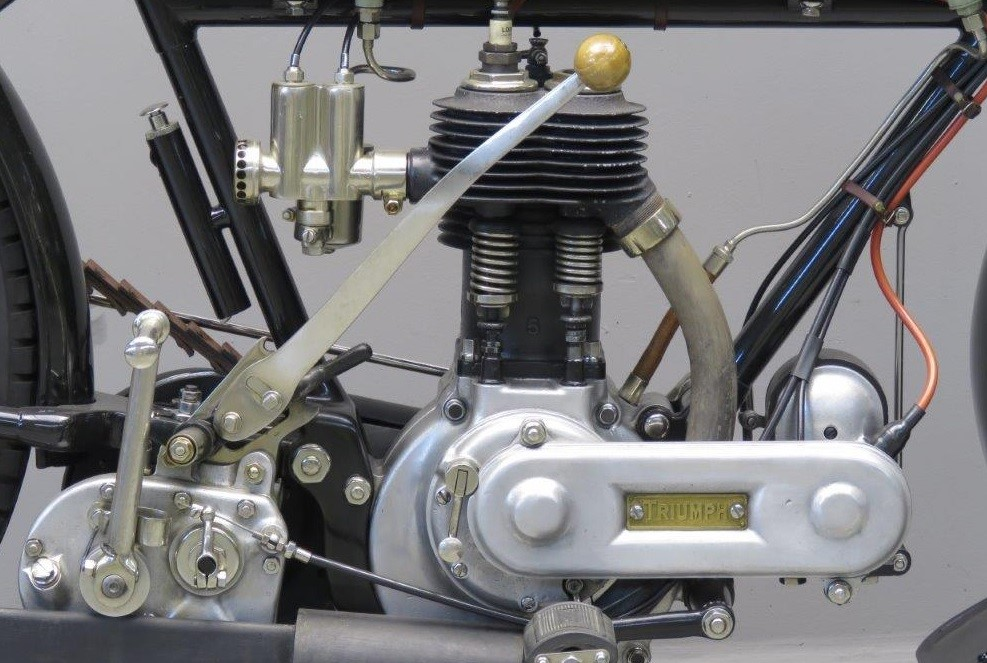
De 550cc-motor van het Model H met de zelf ontwikkelde Twin Barrel-carburateur en de Sturmey-Archer-drieversnellingsbak
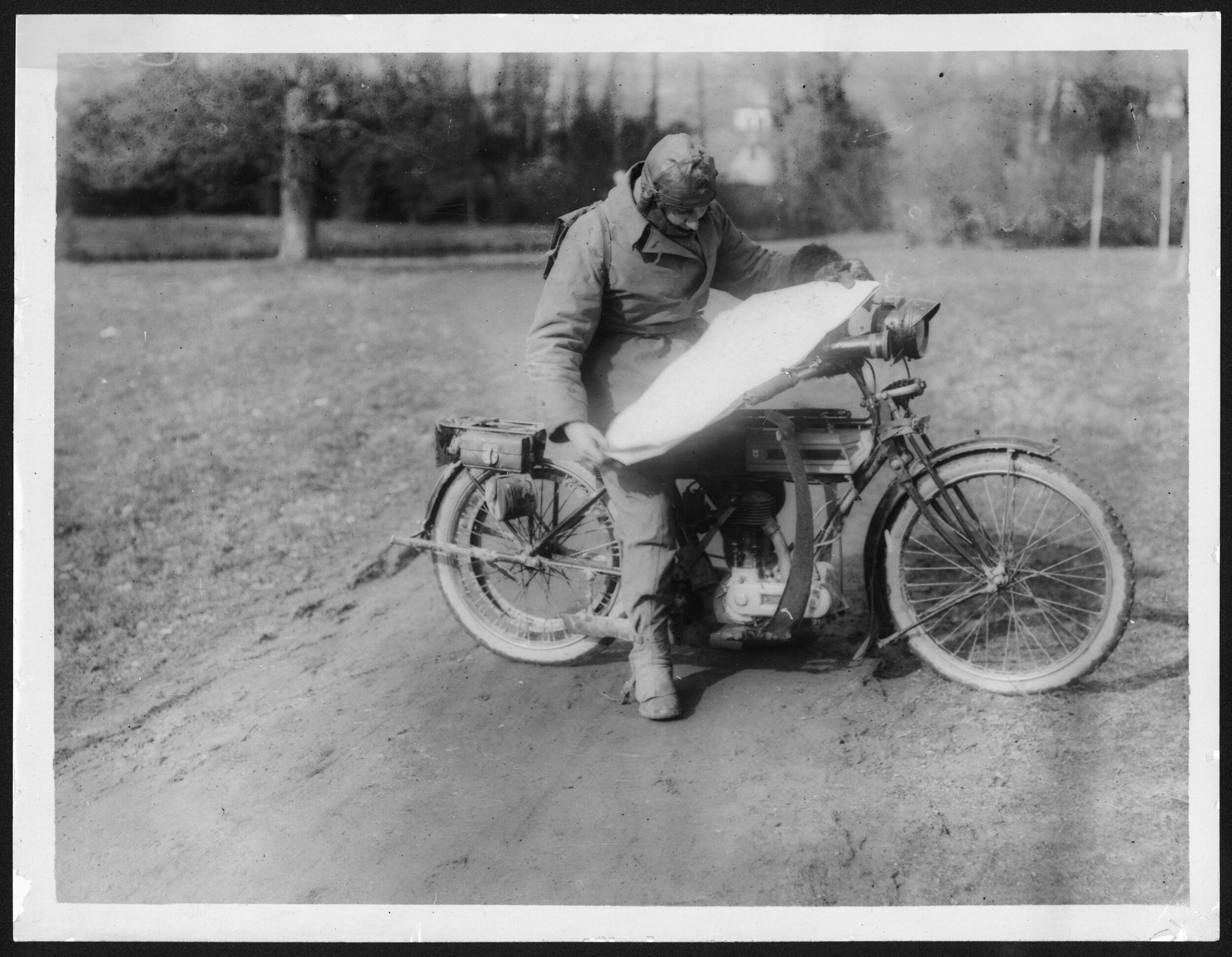
30.000 motorordonnansen gebruikten een Triumph Model H
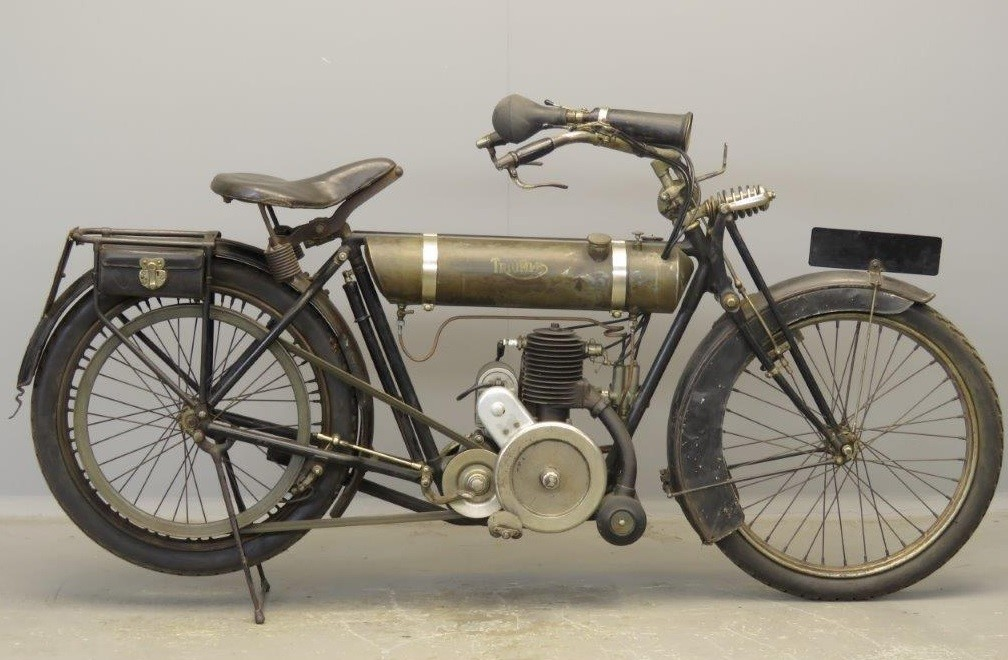
Triumph Model LW